# Arnheim (Adelsgeschlecht)
Die Edelherren von Arnheim, früher Arnhem genannt, waren ein regionales Adelsgeschlecht, das im Gebiet des heutigen Niedersachsens ansässig war und zwischen dem 12. und 14. Jahrhundert im Umfeld von Bückeburg und Minden in Erscheinung trat. Eine erste urkundliche Erwähnung „derer von Arnhem“ findet sich um 1160 als Hermann von Bückeburg, früher Hermannus de Bukkeburch. Ab dem 14. Jahrhundert verlieren sich die Spuren des Geschlechts.

## Geschichte

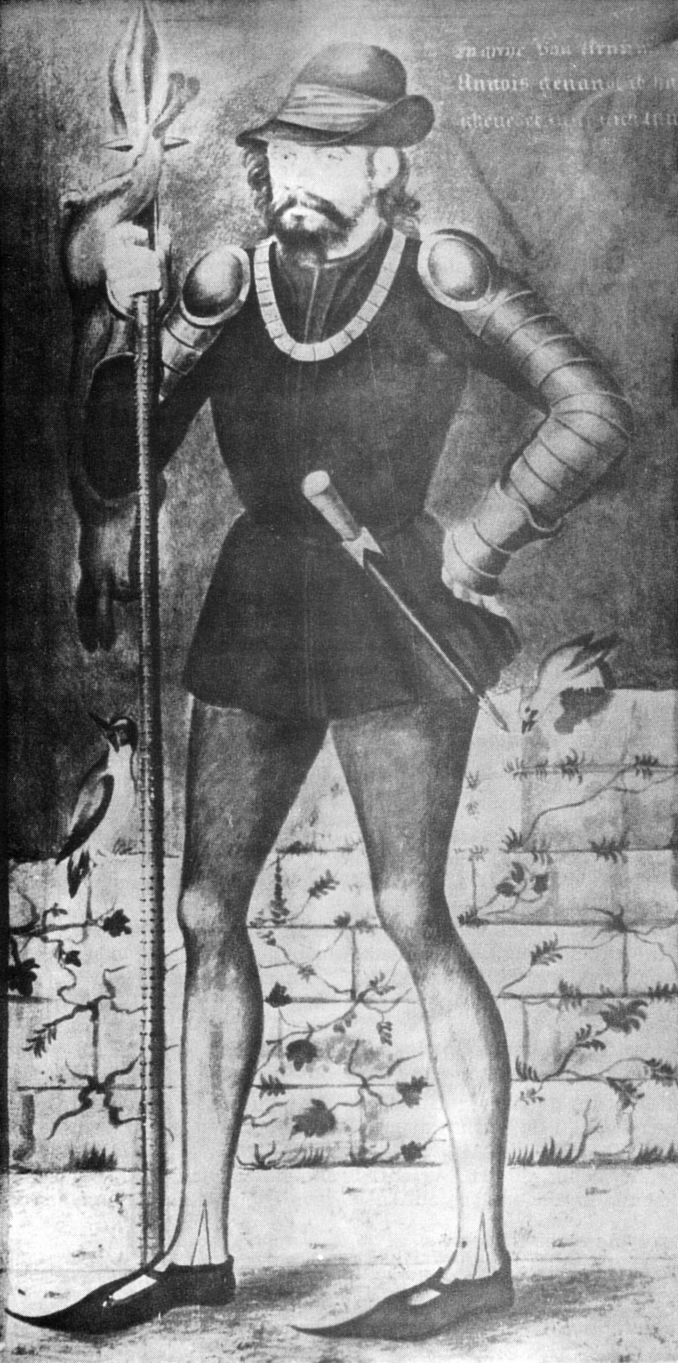
Um 1550 entstandenes Gemälde eines Grafen von Arnum, Annois genannt, das auf der Arensburg hing und wahrscheinlich einen Familienangehörigen derer von Arnheim zeigt

Die erste urkundliche Erwähnung der Edelleute von Arnheim findet sich in einer Urkunde aus den Jahren 1160–1163. Darin wird Hermann von Bückeburg als Hermannus de Bukkeburch (* um 1150; † 27. September 1213/1216 ?) genannt. Sein Name ist identisch mit seinem Adelssitz der Alten Bückeburg, auch früher als Bukkeburch beschrieben, die sich oberhalb von Obernkirchen befand. Bei der Burg handelte es sich wahrscheinlich um ein erbliches billungisches Lehen, das bereits sein Vater Godefrid de Bukkeburch innehatte.
Ab 1180 kam es für die von Arnheim zu einer Einbuße an Land und Macht, als Adolf III. aus Holstein in das Mittelwesergebiet zog. Hier baute er sich die Herrschaft Schauenburg, seit 1295 Grafschaft Schaumburg, auf. Die Rechte über diese Gegend hatte er bereits nach einem gemeinsamen Feldzug mit Heinrich dem Löwen 1180 von diesem verliehen bekommen. Die von Arnheim erlitten durch die Anwesenheit von Adolf III. im Schaumburger Land einen erheblichen Bedeutungsverlust und wurden verdrängt. Die Söhne von Hermann von Bückeburg, der sich später Hermann von Arnheim nannte, wurden Ministeriale des Hochstifts Minden und anderer Kirchen, Lehnsleute der Schaumburger Grafen oder wanderten aus. Aus den Jahren 1255 und 1257 datieren noch heute Urkunden der Herren von Arnheim, die damals auf ihrer Burg Hus Aren ausgestellt wurden. 1302 wurde die Burg nach einer Übereinkunft des Bischofs von Minden mit dem Grafen von Schaumburg geschleift. Während nachfolgende Generationen derer von Arnheim noch als Wichgraf in Minden und Archidiakon in Lübbecke nachweisbar waren, verlieren sich ab dem 14. Jahrhundert die Spuren der Familie. Der Name Arnheim ist abgewandelt aber weiterhin in den Ortsnamen Arnum bei Hannover und Arnim, einem Ortsteil von Stendal nachweisbar, auch ist  er im Namen des Adelsgeschlechts von Arnim, ebenso in den Familiennamen Arnem und Arnum zu vermuten.

## Besitzungen
- Alte Bückeburg
- Burg Hus Aren
- Lehnshöfe unter anderem in Jetenburg, Petzen, Krainhagen und Aulhausen

## Persönlichkeiten

### Hermann von Bückeburg, der spätere Hermann von Arnheim
Hermann von Bückeburg (*um 1150; † 27. September 1213/1216 ?), damals Hermannus de Bukkeburch genannt, war Lehnsmann des Braunschweiger Herzogs Heinrich der Löwe. Mit dessen Verbannung 1181 verlor Hermann sein Lehen und musste die Alte Bückeburg verlassen. Danach lebte er auf seinen Eigengütern, wie der Burg Hus Aren bei Bückeburg, und wird seit diesem Zeitpunkt in Urkunden als Hermann von Arnheim (Hermannus de Arnhem) bezeichnet. 1204 eskalierte ein Streit zwischen Hermann von Arnheim und dem Propst des Stiftes Obernkirchen um 12 Hofstellen bei Pattensen. In der Folge wurde Hermann exkommuniziert.

### Werner von Minden
Der Bischof Werner von Minden war ein Bruder des Godefrid de Bukkeburch. Er gründete das Stift Obernkirchen.

### Hermann von Stromberg
Hermann von Stromberg war ein Bruder des Godefrid de Bukkeburch und Vater des späteren  Bischofs von Minden Thietmar von Minden.

## Sage zu Hermann von Arnheim und zur Burg Hus Aren

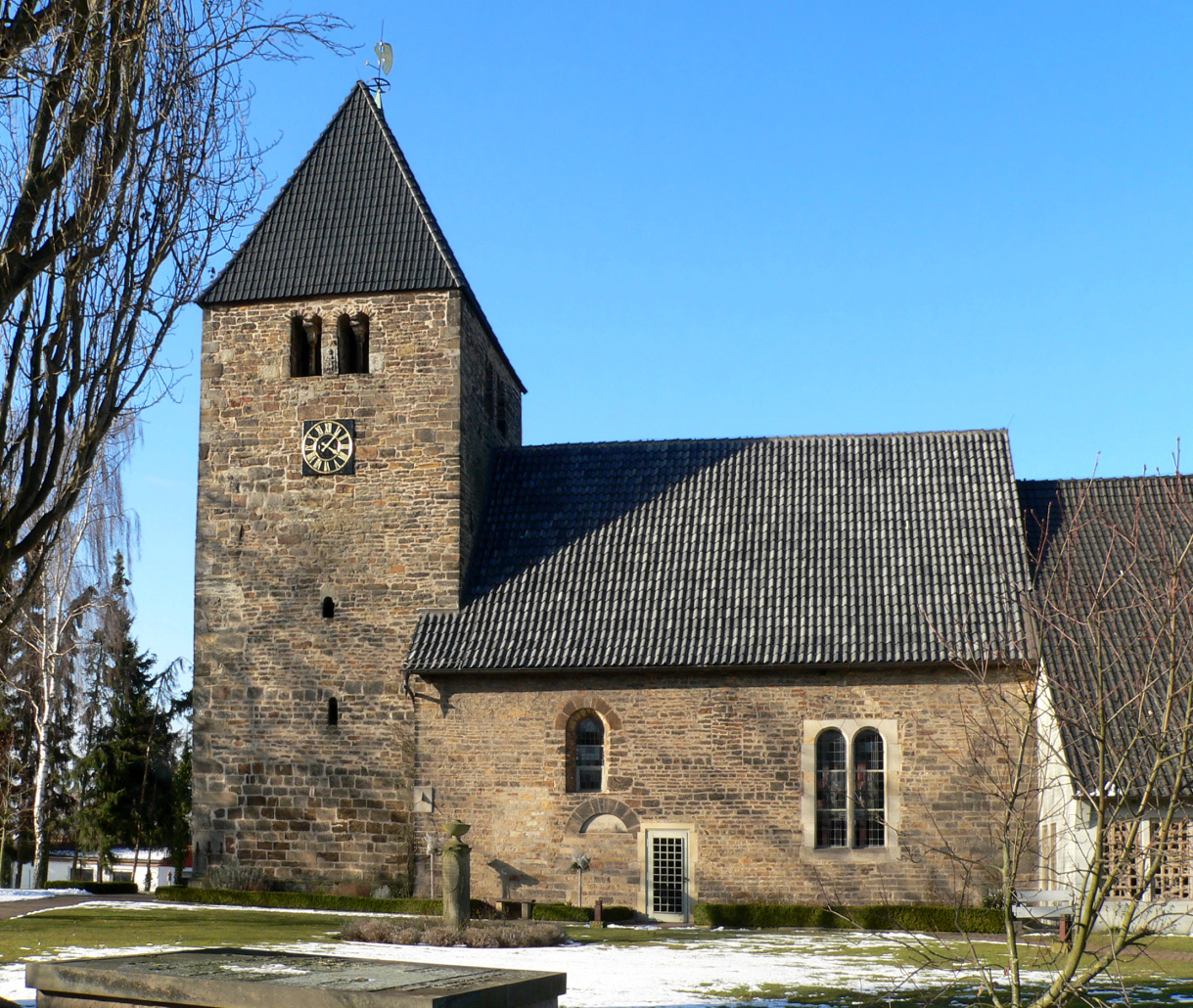
Kirche St. Cosmas und St. Damians in Petzen

Um die Burg Hus Aren rankt sich eine, um 1750 in Petzen bei Bückeburg aufgeschriebene Sage, in der die Hauptperson ein Graf mit dem Namen Arnum, oder Annois genannt, ist. Es wird angenommen, dass damit Hermann von Arnheim gemeint ist, der sich als Raubritter und Seeräuber betätigt habe. Mit seiner Frau habe er sich nicht vom Heidentum zum christlichen Glauben bekehren lassen, sondern Sonne und Mond als Gottheiten angebetet. Er brachte zu gewissen Zeiten als Götzendienst ein Schweineopfer dar. Als der Graf während eines Raubzuges abwesend war, nahm die Gräfin dennoch den christlichen Glauben an und stiftete sieben Kirchen (Petzen 1181, Jetenburg 1160, Meinsen 1185, Vehlen 1167, Sülbeck 1153, Meerbeck 1031 als älteste und Kirchhorsten). Schließlich belagerten Truppen der Hansestädte die Burg, um sie zu zerstören und um den Grafen zu töten. Die Belagerer machten den Burginsassen das Angebot, bei Aufgabe der Burg freies Geleit zu haben, und gestatteten die Mitnahme von dem, was ihnen wertvoll erscheint und sie tragen könnten. Die Gräfin ging darauf ein und trug ihren Mann, den Grafen, zum Erstaunen aller, in einer Kiepe aus der belagerten Burg hinaus. So konnte sie ihm das Leben retten.
Von der Zeitstellung korrespondiert die Sage mit dem Bestehen der Burg Hus Aren und der 1181 erstmals urkundlich erwähnte Kirche in Petzen. Die Sage interpretiert ein an der Westseite des Kirchturms angebrachtes Tympanon, das Hermann und Demut von Arnheim kniend vor einem Altar darstellen soll. Laut der Sage handelt es sich um das Ehepaar, das ein Schwein auf dem heidnischen Altar opfert. Das andere Steinrelief zwischen den Schallluken des Kirchturms stellt eine Person mit einem Schäferstab und einem Tier im Arm dar. Die Sage sieht darin den Grafen mit einer Lanze und einem Opferferkel. Laut christlicher Deutung soll es sich dabei um Jesus als Guter Hirte mit Lamm und Hirtenstab handeln.